# Castillo de Alnarp
El Castillo de Alnarp (en sueco: Alnarps slott) se localiza en Alnarp, municipio de Lomma, Escania, aproximadamente a 10 km al norte de Malmö en el sur de Suecia. El castillo original en la propiedad fue construido en el siglo XII. El actual edificio fue erigido en 1862, en estilo Renacentista francés.

## Historia
El castillo fue mencionado por primera vez en el siglo XII. En 1325 Alnarp pasó a posesión de un caballero llamado Anders Pedersen, y después a Aage Nielsen Ulfeldt a principios del siglo XV. En 1449, Alnarp pasó a ser propiedad de Niels Stigsen Thott. Las familias Ulfeldt y Thott eran miembros de la nobleza de Escania. El castillo eventualmente pasó a la familia Krummedige, y en 1500 era propiedad de Erik Krummedige, un primo de Henrik Krummedige, y consejero del rey danés. En 1536, Cristián III de Dinamarca tomó posesión del castillo para el estado danés.
Después del Tratado de Roskilde en 1658, el rey Carlos X Gustavo de Suecia dio el castillo al comandante de Malmö, Johan von Essen. En 1660, Carlos XI lo dio a Gabriel Oxenstierna. Desde 1694, se convirtió en la residencia de los Gobernadores Generales de Suecia en Escania.

## Hoy en día
Hoy el castillo alberga oficinas y salas de reuniones utilizadas por la Universidad de Ciencias Agrícolas de Suecia. El parque del castillo tiene la segunda mayor variedad de árboles en Suecia y es abierto al público todo el año.